# 喬治·約比
喬治·約比（George Jobey，1886年7月—1962年5月）是一位英國足球員及足球主教練。
約比生於泰恩河畔纽卡斯尔，年青時在莫珀斯（Morpeth）效力當地的球會，1906年才加入紐卡素。他陪伴了「喜鵲」七個賽季，但僅在聯賽上陣53次。雖然如此，他仍能協助球隊在1908/09年賽季奪取甲組聯賽冠軍。1910/1911年賽季，紐卡素闖入英格蘭足總盃決賽，與巴拉福特賽和0-0，約比在重賽為球隊上陣，結果紐卡素以0-1落敗。
1913年5月，約比轉會到阿仙奴，馬上便發揮作用。1913年9月6日，阿仙奴在新落成的高貝利球場遭遇莱斯特城，李斯特城的湯美·本菲爾德（Tommy Benfield）先拔頭籌，打進了新球場的第一球，約比亦不甘示弱，為阿仙奴打進了在新球場的第一球。在下半場，約比勇戰受傷，是首位在高貝利球場要用擔架抬離場的球員。據傳聞所說，當時球會的資源有限，約比須在一輛手拉車上接受治理。最終阿仙奴反勝2-1，阿切·戴雲（Archie Devine）攻入了致勝的一球。
在那一個賽季，約比在聯賽上陣28場次，接著轉會到巴拉福特公園足球會，他在這裡僅逗留了一年，在第一次世界大戰期間轉到咸美顿，戰後轉投李斯特城。1920年，他在丙組聯賽的創始球會諾咸頓擔任球員兼主教練，兩年後，他轉而成為狼隊的主教練，帶領球隊在1923/24年賽季奪取聯賽冠軍。
在其後，約比驚人地退出球壇。一年後，約比復出執教打比郡，他馬上就取得了成果，使球隊在1925/26年賽季升班，並分別在1929/30年賽季及1935/36年賽季獲得聯賽亞軍。1941年，約比被控支付違法的費用予球員，利誘他們加入打比郡。英格蘭足球總會裁定約比有罪，判處他終生不得參與足球事務。
1945年，對約比的禁制被撤銷，他僅在1953/53年執教曼斯菲爾德城，便再也沒有執教。他在1962年去世，終年76歲。

## 榮譽
紐卡素
- 聯賽錦標: 1908/1909年
- 足總盃亞軍: 1911年